# Grande Prêmio da Austrália de 2010
O Grande Prémio da Austrália de 2010 foi a segunda corrida da temporada de 2010 da Fórmula 1. Oficialmente denominado LXXV Qantas Grande Prêmio da Austrália, foi uma corrida de Fórmula 1 realizada em 28 de março de 2010 em Albert Park, Melbourne. Fernando Alonso, da Ferrari, chegou à etapa da Oceania como líder do certame com sete pontos de vantagem sobre seu companheiro de equipe, Felipe Massa, com Lewis Hamilton, campeão de 2008, em terceiro.
A companhia aérea Qantas retorna como patrocinadora do evento após exercer esta função entre  1997 e 2001.

## Detalhes
Nos dias que antecederam o primeiro treino oficial a FIA deu o seu aval para que a Virgin modifique as dimensões de seu tanque de combustível em face de um defeito de concepção, fato que terá repercussões no projeto do chassi a partir da Espanha. Ainda fora das pistas Lewis Hamilton foi autuado pela polícia australiana por direção perigosa na Fitzroy Street e teve seu carro apreendido.
Paul di Resta, piloto de testes da Force India, guiou o carro da equipe nos treinos livres de sexta-feira em lugar de Adrian Sutil e assim o escocês contornou a inatividade advinda da proibição de testes durante a temporada.

### Treinos
Abertos os treinos livres a McLaren assinalou as melhores marcas em asfalto seco e em piso molhado, todavia a partir da terceira sessão a Red Bull pôs em marcha os seus predicados com uma boa atuação de Mark Webber, o que prenunciava também uma boa figura de Sebastian Vettel. No sábado o jovem prodígio tedesco fez o melhor tempo em todas as fases do treino oficial e conquistou com segurança mais uma pole position sendo escudado por Webber. Dentre os campeões mundiais melhor para Alonso que marcou o terceiro tempo e dividiu fila com Button ao passo que Schumacher ficou em sétimo lugar, um degrau abaixo de Rosberg, seu companheiro de equipe. Hamilton decepcionou ao ver que seus esforços resultaram apenas em um distante décimo primeiro lugar. Igualmente resignado, Massa sofreu com problemas de aderência e aquecimento dos pneus e ficou em quinto lugar. Nas derradeiras posições do grid o russo Petrov fez companhia ao sexteto que defende as equipes novatas.

### Corrida
Com a pista molhada as equipes foram autorizadas a alterar seus carros segundo as novas condições climáticas e assim todas partiram com pneus intermediários. O dueto da Virgin partiu do pit lane após mexer em sua injeção de combustível Trulli, da Lotus, sequer largou devido a um problema hidráulico. Dada a partida sob clima chuvoso, Vettel conservou a liderança com Massa saltando de quinto para segundo. Com um toque entre Button e Alonso na curva um, o espanhol ficou à deriva na pista e assim houve a colisão com Schumacher que danificou sua asa dianteira. Ainda na primeira volta Kobayashi também perdeu o controle do carro, colidiu com o muro e retornou à pista, sendo atingido por Hülkenberg e Buemi. Na sequência houve os abandonos de Senna, Petrov e Sutil.
Após a interferência do safety car, Vettel continuou à frente com Webber em segundo visto que o australiano suplantou Massa na relargada e deixou o brasileiro à mercê de adversários mais velozes devido aos problemas de aquecimento em seus pneus. Tão logo a pista começou a secar, Button foi aos boxes e colocou pneus para pista seca, sendo posteriormente seguido pelos demais pilotos. A Red Bull, entretanto, manteve os calços de Vettel, ainda na liderança. Durante as trocas de pneu, Massa perdeu duas posições, retornando em quarto lugar.
Ávido em sua corrida, Webber ultrapassou Massa e protagonizou um duelo com Hamilton e nessa porfia o piloto da Red Bull escapou para a brita e perdeu várias posições e para piorar o ambiente na equipe, Vettel tem um problema nos freios, erra a tangencia da curva, abandona a prova e entrega a liderança para Button que a manteve até o fim. Nesse ínterim a Virgin recolhe seus carros aos boxes enquanto Hamilton, Webber e Rosberg efetuam suas trocas de pneus. Alonso a essa altura estava entre os primeiros após recuperar-se do acidente na largada quando caiu para o último lugar e quanto a Schumacher este foi contido por Alguersuari e apenas ao final da prova garantiu o décimo lugar.
Na parte final da corrida os quatro primeiros permaneciam na pista alheios a uma nova troca de pneus e nisso Button permaneceu adiante de Kubica que sofria o assédio dos pilotos da Ferrari que viam Hamilton e Webber à curta distância. Mesmo com eventuais escorregões devido ao estado precário dos pneus, os ferraristas mantiveram o terceiro e o quarto lugar e tal situação forçou um toque de Webber em Hamilton quando o inglês tentava se aproximar de Alonso que, ileso, viu seus adversários caírem para o nono e o sexto lugares, respectivamente.
Button venceu sua primeira corrida em nove meses e Kubica conquistou seu primeiro pódio pela Renault com Massa em terceiro. Alonso ficou à frente no campeonato de pilotos com 37 pontos contra 33 de seu companheiro de equipe, o que deu a liderança do mundial de construtores para a Ferrari.

## Treino oficial
| Pos | Nº | Piloto             | Construtor           | Parte 1  | Parte 2  | Parte 3  | Grid |
| --- | -- | ------------------ | -------------------- | -------- | -------- | -------- | ---- |
| 1   | 5  | Sebastian Vettel   | Red Bull-Renault     | 1:24.774 | 1:24.096 | 1:23.919 | 1    |
| 2   | 6  | Mark Webber        | Red Bull-Renault     | 1:25.286 | 1:24.276 | 1:24.035 | 2    |
| 3   | 8  | Fernando Alonso    | Ferrari              | 1:25.082 | 1:24.335 | 1:24.111 | 3    |
| 4   | 1  | Jenson Button      | McLaren-Mercedes     | 1:24.897 | 1:24.531 | 1:24.675 | 4    |
| 5   | 7  | Felipe Massa       | Ferrari              | 1:25.548 | 1:25.010 | 1:24.837 | 5    |
| 6   | 4  | Nico Rosberg       | Mercedes             | 1:24.788 | 1:24.788 | 1:24.884 | 6    |
| 7   | 3  | Michael Schumacher | Mercedes             | 1:25.351 | 1:24.871 | 1:24.927 | 7    |
| 8   | 9  | Rubens Barrichello | Williams-Cosworth    | 1:25.702 | 1:25.085 | 1:25.217 | 8    |
| 9   | 11 | Robert Kubica      | Renault              | 1:25.588 | 1:25.122 | 1:25.372 | 9    |
| 10  | 14 | Adrian Sutil       | Force India-Mercedes | 1:25.504 | 1:25.046 | 1:26.036 | 10   |
| 11  | 2  | Lewis Hamilton     | McLaren-Mercedes     | 1:25.046 | 1:25.184 |          | 11   |
| 12  | 16 | Sébastien Buemi    | Toro Rosso-Ferrari   | 1:26.061 | 1:25.638 |          | 12   |
| 13  | 15 | Vitantonio Liuzzi  | Force India-Mercedes | 1:26.170 | 1:25.743 |          | 13   |
| 14  | 22 | Pedro de la Rosa   | BMW Sauber-Ferrari   | 1:26.089 | 1:25.747 |          | 14   |
| 15  | 10 | Nico Hülkenberg    | Williams-Cosworth    | 1:25.866 | 1:25.748 |          | 15   |
| 16  | 23 | Kamui Kobayashi    | BMW Sauber-Ferrari   | 1:26.251 | 1:25.777 |          | 16   |
| 17  | 17 | Jaime Alguersuari  | Toro Rosso-Ferrari   | 1:26.095 | 1:26.089 |          | 17   |
| 18  | 12 | Vitaly Petrov      | Renault              | 1:26.471 |          |          | 18   |
| 19  | 19 | Heikki Kovalainen  | Lotus-Cosworth       | 1:28.797 |          |          | 19   |
| 20  | 18 | Jarno Trulli       | Lotus-Cosworth       | 1:29.111 |          |          | 20   |
| 21  | 24 | Timo Glock         | Virgin-Cosworth      | 1:29.592 |          |          | 21   |
| 22  | 25 | Lucas di Grassi    | Virgin-Cosworth      | 1:30.185 |          |          | 22   |
| 23  | 21 | Bruno Senna        | HRT-Cosworth         | 1:30.526 |          |          | 23   |
| 24  | 20 | Karun Chandhok     | HRT-Cosworth         | 1:30.613 |          |          | 24   |

## Corrida
| Pos | Nº | Piloto             | Construtor           | Voltas | Tempo/Aban. | Grid | Pontos |
| --- | -- | ------------------ | -------------------- | ------ | ----------- | ---- | ------ |
| 1   | 1  | Jenson Button      | McLaren-Mercedes     | 58     | 1:33:36.531 | 4    | 25     |
| 2   | 11 | Robert Kubica      | Renault              | 58     | +12.034     | 9    | 18     |
| 3   | 7  | Felipe Massa       | Ferrari              | 58     | +14.488     | 5    | 15     |
| 4   | 8  | Fernando Alonso    | Ferrari              | 58     | +16.304     | 3    | 12     |
| 5   | 4  | Nico Rosberg       | Mercedes             | 58     | +16.683     | 6    | 10     |
| 6   | 2  | Lewis Hamilton     | McLaren-Mercedes     | 58     | +29.898     | 11   | 8      |
| 7   | 15 | Vitantonio Liuzzi  | Force India-Mercedes | 58     | +59.847     | 13   | 6      |
| 8   | 9  | Rubens Barrichello | Williams-Cosworth    | 58     | +1:00.536   | 8    | 4      |
| 9   | 6  | Mark Webber        | Red Bull-Renault     | 58     | +1:07.319   | 2    | 2      |
| 10  | 3  | Michael Schumacher | Mercedes             | 58     | +1:09.391   | 7    | 1      |
| 11  | 17 | Jaime Alguersuari  | Toro Rosso-Ferrari   | 58     | +1:11.301   | 17   |        |
| 12  | 22 | Pedro de la Rosa   | BMW Sauber-Ferrari   | 58     | +1:14.084   | 14   |        |
| 13  | 19 | Heikki Kovalainen  | Lotus-Cosworth       | 56     | +2 voltas   | 19   |        |
| 14  | 20 | Karun Chandhok     | HRT-Cosworth         | 53     | +5 voltas   | 22   |        |
| Ret | 24 | Timo Glock         | Virgin-Cosworth      | 41     | Abandono    | 23   |        |
| Ret | 25 | Lucas di Grassi    | Virgin-Cosworth      | 26     | Abandono    | 24   |        |
| Ret | 5  | Sebastian Vettel   | Red Bull-Renault     | 25     | Freios      | 1    |        |
| Ret | 14 | Adrian Sutil       | Force India-Mercedes | 12     | Motor       | 10   |        |
| Ret | 12 | Vitaly Petrov      | Renault              | 10     | Rodou       | 18   |        |
| Ret | 21 | Bruno Senna        | HRT-Cosworth         | 5      | Abandono    | 21   |        |
| Ret | 16 | Sébastien Buemi    | Toro Rosso-Ferrari   | 1      | Acidente    | 12   |        |
| Ret | 10 | Nico Hülkenberg    | Williams-Cosworth    | 1      | Acidente    | 15   |        |
| Ret | 23 | Kamui Kobayashi    | BMW Sauber-Ferrari   | 1      | Acidente    | 16   |        |
| NL  | 18 | Jarno Trulli       | Lotus-Cosworth       | 0      | Hidráulica  | 20   |        |

## Tabela do campeonato após a corrida
Observe que somente as cinco primeiras posições estão incluídas na tabela.